# Твёрдый (остров)
Твёрдый (фин. Kavo) — небольшой российский остров в северо-восточной части Финского залива, административно подчинённый Выборгскому району Ленинградской области. Каменистый, покрыт лесом, расположен южнее рейда Штандарт. Ближайшие к Твёрдому острова: Малый Пограничный, Дикий Камень и Козлиный, — все они лежат к западу от него, причём Козлиный является самой близкой сушей (около 250 м).
На острове находилась часть деревни Мартинсари, центр которой был расположен на острове Малый Пограничный. С 1906 по 1908 гг. на рейде Штандарт, между островами Твёрдый и Большой Пограничный, регулярно летом вставала на якорь императорская яхта «Штандарт». В 1920—1940 гг. остров Твёрдый принадлежал Финляндии.

## Топографические карты
- Лист карты P-35-127,128 Хамина. Масштаб: 1 : 100 000. Состояние местности на 1971 год. Издание 1974 г.